# Фантоцци (фильм)
«Фантоцци» (итал. Fantozzi) — кинофильм. Экранизация книг Паоло Виладжио «Фантоцци» и «Вторая трагическая книга Фантоцци».
Первая часть декалогии.

## Сюжет
Бухгалтер средних лет Уго Фантоцци, работающий в компании «Italpetrolcemetermotessilfarmometalchimica» («Италнефтецементермотканефармометалхимия»), живёт в бедно обставленной квартире с нелюбимой женой и уродливой дочерью. Его жизнь полна неудач и разочарований: коллеги и начальство смеются над ним и презирают, он тщетно пытается завоевать сердце первой красавицы офиса — синьорины Сильвани, которая отдаёт предпочтение обаятельному ловеласу Кольбони. Из-за патологического невезения несчастья сыплются на этого «маленького человека», как из ведра. Однако Фантоцци не лишён самоиронии и чувства собственного достоинства.
В фильме в гиперболизированной форме показана жизнь рядового офисного сотрудника со всеми ее проблемами: низкой зарплатой, многолетними кредитами, отсутствием карьерного роста, унижениями начальства, постоянным страхом увольнения.

## В ролях
| Актёр              | Роль                                                                                         |
| ------------------ | -------------------------------------------------------------------------------------------- |
| Паоло Виладжио     | Уго Фантоцци                                                                                 |
| Анна Маццамауро    | синьорина Сильвани                                                                           |
| Жижи Редер         | бухгалтер Филини                                                                             |
| Лио Бозизио        | Пина, жена Фантоцци                                                                          |
| Плинио Фернандо    | Марианджела, дочь Фантоцци                                                                   |
| Джузеппе Анатрелли | Геом Кальбони, успешный коллега Фантоцци и его соперник в ухаживаниях за синьориной Сильвани |
| Паоло Паолини      | директор Мегафирмы                                                                           |

## Съёмки
Дочь Фантоцци Марианджелу на самом деле играл мужчина — Плинио Фернандо (кроме фильма «Возвращение Фантоцци», где эту роль исполнила актриса Мария Кристина Макка). Бухгалтер Филини в исполнении Жижи Редера является пародией на кинорежиссёра Федерико Феллини. Об этом говорят и сходство фамилий, и внешний вид героя.